# Push the Button (The Chemical Brothers)
Push the Button è il quinto album di inediti del gruppo musicale di musica elettronica britannico The Chemical Brothers, pubblicato il 24 gennaio 2005 dall'etichetta discografica Virgin.
Il titolo del disco, pubblicato anche in vinile, è tratto dal testo del brano Galvanize, singolo di successo estratto da questo album.

## Tracce
CD (Virgin 5633032 (EMI) / EAN 0724356330320)
LP (Virgin 5633021 (EMI) / EAN 0724356330214)
1. Galvanize – 6:33 (Tom Rowlands, Ed Simons, Kamal Fareed) – (feat. Q-Tip)
2. The Boxer – 4:08 (Tom Rowlands, Ed Simons, Tim Burgees) – (feat. Tim Burgees)
3. Believe – 7:01 (Tom Rowlands, Ed Simons) – (feat. Kele Okereke)
4. Hold Tight London – 6:00 (Tom Rowlands, Ed Simons) – (feat. Anna-Lynne Williams)
5. Come Inside – 4:47 (Tom Rowlands, Ed Simons)
6. The Big Jump – 4:43 (Tom Rowlands, Ed Simons)
7. Left Right – 4:14 (Tom Rowlands, Ed Simons, Anwar Superstar) – (feat. Anwar Superstar)
8. Close Your Eyes – 6:13 (Tom Rowlands, Ed Simons, Romeo Stodart) – (feat. The Magic Numbers)
9. Shake Break Bounce – 3:44 (Tom Rowlands, Ed Simons)
10. Marvo Ging – 5:28 (Tom Rowlands, Ed Simons)
11. Surface to Air – 7:23

Durata totale: 60:14

## Singoli estratti
- Galvanize
- Believe
- The Boxer

## Classifiche
| Classifica          | Posizione raggiunta |
| ------------------- | ------------------- |
| Belgio (Fiandre)    | 1                   |
| Regno Unito         | 1                   |
| Italia              | 2                   |
| Irlanda             | 3                   |
| Australia           | 5                   |
| Classifica mondiale | 5                   |
| Paesi Bassi         | 7                   |
| Svizzera            | 8                   |
| Nuova Zelanda       | 8                   |
| Belgio (Vallonia)   | 10                  |
| Germania            | 11                  |
| Polonia             | 11                  |
| Finlandia           | 12                  |
| Spagna              | 13                  |
| Portogallo          | 15                  |
| Francia             | 17                  |
| Austria             | 18                  |
| Norvegia            | 20                  |
| Svezia              | 26                  |
| Danimarca           | 31                  |
| Stati Uniti         | 59                  |